# Shanklin Glacier
Shanklin Glacier är en glaciär i Antarktis. Den ligger i Östantarktis. Nya Zeeland gör anspråk på området. Shanklin Glacier ligger 1 271 meter över havet.
Terrängen runt Shanklin Glacier är varierad. Trakten är obefolkad. Det finns inga samhällen i närheten.